# Вільям Джонс (юрист)

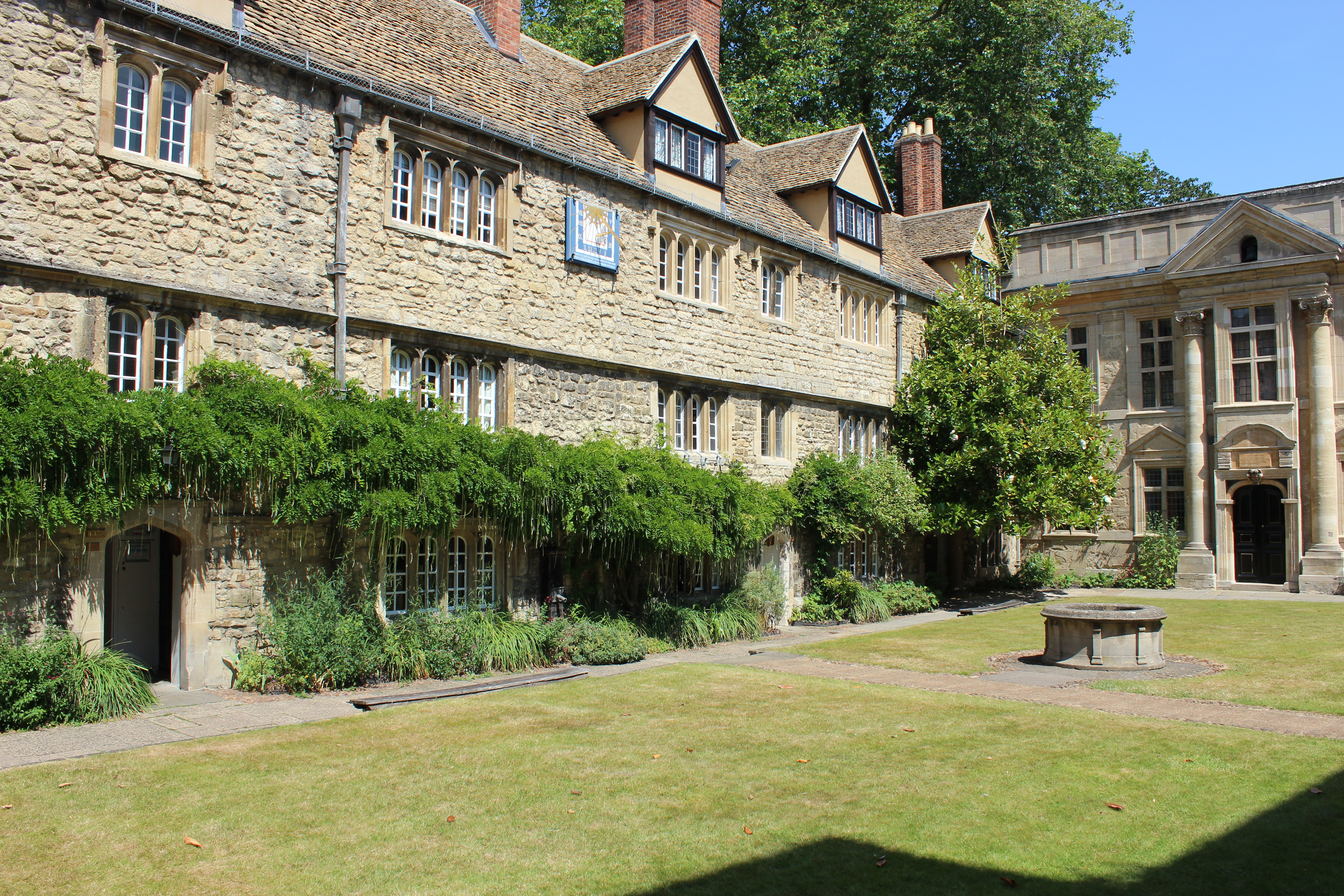
Коледж Сент-Едмунд-Холл, Оксфорд.

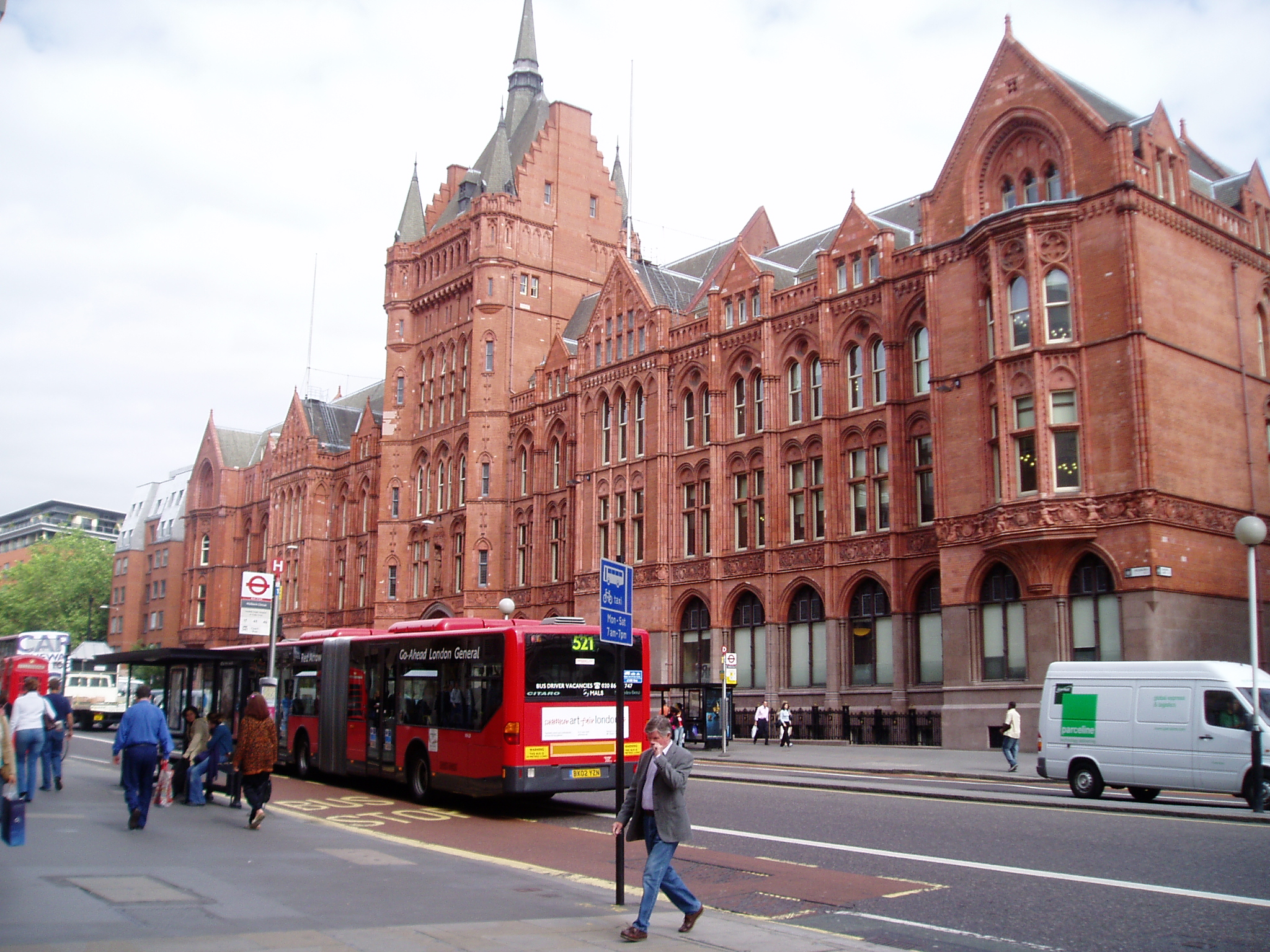
Юридична школа «Фарнівалс Інн».

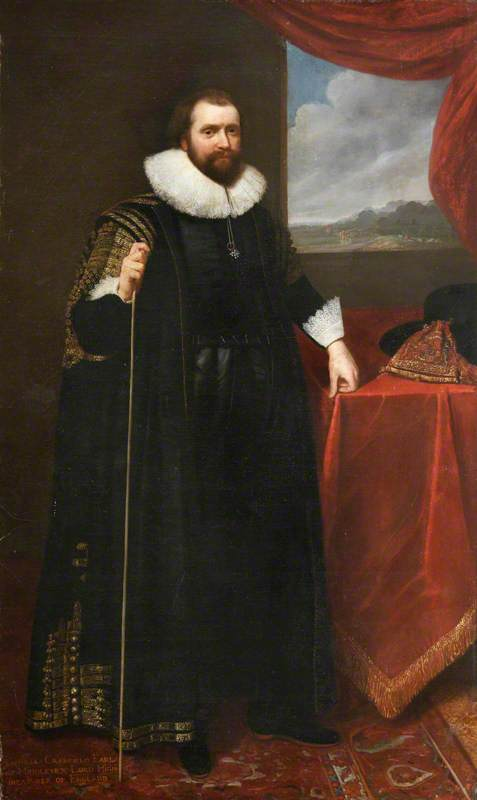
Ліонел Кранфілд (1575—1645) — І граф Мідлсекс.

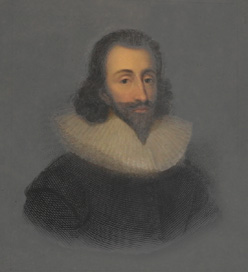
Сер Джон Еліот (1592—1632).

Сер Вільям Джонс (англ. Sir William Jones; 1566—1640) — ірландський юрист, суддя, науковець, політик валійського походження, депутат парламенту Англії від валлійської виборчої округи Бомаріс. Уповноважений охоронець Великої Державної печатки Ірландії в 1619 році.

## Життєпис

### Походження
Сер Вільям Джонс походив із родини, що оселилася в Північному Уельсі. Вільям Джонс був старшим сином Вільяма Джонса з Кастелмарч, графство Карнарвоншир, Уельс та Маргарет, дочки одного валійського джентльмена Гемфрі Вінна ап Мередіт з Гісойлфарча.

### Кар'єра
Вільям Джонс отримав освіту спочатку у безкоштовній школі Бомаріс. Потім він пішов вчитися у віці чотирнадцяти років до коледжу Сент-Едмунд-Холл, Оксфорд, де він завершив освіту. Юридичне стажування він отримав в юридичній школі «Фарнівалс Інн», а потім в юридичній школі «Лінкольнс Інн», в яку він був прийнятий 5 липня 1587 року. 28 січня 1595 року він почав працювати адвокатом. У 1616 році він отримав юридичний ступінь читача справ, а 14 березня 1617 року отримав посаду сержана Ірландії і був посвячений в лицарі. 13 травня 1617 року він був призначений на посаду головного лорд-судді Королівської лави Ірландії замість сера Джона Денгема, що був переведений до англійського суду казначейства. Поки посада лорд-канцлера Ірландії була вакантною, він був уповноваженим охоронцем Великої Державної Печатки Ірландії.
Вільям Джонс тричі був депутатом парламенту Англії від Бомаріс (1597, 1604 і 1614 роках) і від Кернарвонширу в 1601 році. У 1620 році він залишив посаду судді та повернувся до англійської адвокатури. Його ім'я зустрічається в його власних «Звітах» і в «Звітах» Джорджа Крока з Міхелмаса 1620 року та 1621 року. 25 вересня 1621 року він був призначений суддею Суду загальних справ, а 20 березня 1622 року був обраний в урядову комісію та поїхав до Ірландії. Він поскаржився Лайонелу Кренфілду, І графу Міддлсекса, що члени комісії відмовилися визнати його суддею або правом на будь-яке перше місце в комісії, і що він став молодшим членом комісії. Перебуваючи в Ірландії, за скаргою загального корпусу позовів він переглянув шкалу судових витрат у Дублінських судах. Він залишався в Ірландській комісії принаймні до листопада 1623 року.
6 серпня 1623 року Вільям Джонс був призначений радником в Таємну Раду Уельсу, у січні наступного року був призначений в ірландську комісію, а 17 жовтня 1624 року був переведений із Суду Загальних Справ до Суду Королівської Лави. Як суддя Зоряної палати він був за поблажливість у справах барона Морлі та сера Генрі Мейна. Але в 1627 році він був одним із суддів, які відмовилися випустити сера Джона Еліота та його товаришів під заставу (28 листопада). Він був одним із суддів, які судили Еліота, Дензіла Холлеса та Бенджаміна Валентайна в 1630 році, і він виніс вирок суду. У 1636 році він підписав висновок на користь корабельних грошей, а в 1638 році виніс рішення щодо їх законності. Він помер у своєму будинку в Голборні 9 грудня 1640 року і був похований у каплиці юридичної школи «Лінкольнс-Інн».

### Наукові праці
Томас Гірн у своїх «Цікавих бесідах» друкує статтю Джонса про ранніх британців, прочитану перед Товариством антикварів під час правління королеви Англії Єлизавети I, і називає його людиною, яка зналася в британських старожитностях. «Звіти про справи від Якова I до Карла І» Вільяма Джонса були опубліковані в 1675 році.

### Родина
У 1587 році Вільям Джонс одружився з Маргарет, старшою дочкою Ґріффіта ап Джона Ґріффіта з Кевенамулха, Карнарвоншир. Вдруге він одружився з Кетрін Повіс, дочкою Томаса Повіса з Абінгдона, Оксфордшир, вдовою доктора Роберта Ховендена. Його сини Чарльз Джонс (що отримав ступінь читача в юридичній «Лінкольс Інн») та Вільям Джонс також були депутами парламенту.